# Max Wolf (ginnasta)
Max Wolf (fl. XX secolo) è stato un ginnasta e multiplista statunitense.

## Carriera
Wolf partecipò ai Giochi olimpici di Saint Louis 1904, dove vinse una medaglia d'argento nel concorso a squadre. Alla stessa Olimpiade giunse trentaquattresimo nel concorso generale individuale, sessantatreesimo nella gara di triathlon e trentatreesimo nel concorso a tre eventi.

## Palmarès
In carriera ha conseguito i seguenti risultati:
- Giochi olimpici

St. Louis 1904: medaglia d'argento nel concorso a squadre.